# Crenicichla taikyra
Crenicichla taikyra es una especie de pez de agua dulce que integra el género Crenicichla de la familia Cichlidae. Se distribuye en ambientes subtropicales en el centro-este de Sudamérica.

## Distribución geográfica y hábitat
Este pez habita en el centro-este de América del Sur, en el río Paraná medio del noreste de la Argentina, específicamente en el sudoeste de la provincia de Misiones y el norte de la provincia de Corrientes. Fueron capturados ejemplares en ambientes pedregosos aguas abajo de la Represa de Yacyretá. Posiblemente también habite en zonas limítrofes del Paraguay.
Aspectos físico-químicos del agua de su hábitat
Disco de Secchi 212 mm, temperatura del agua de 25,1 °C, pH de 7,14, conductividad de 51,4 μS cm-1, oxígeno disuelto 8,2 mg l - 1 ( 99,7 % de saturación) y alcalinidad 9,0 mg l - 1.

## Taxonomía y características
Fue descrito para la ciencia en el año 2013 por los ictiólogos Jorge Rafael Casciotta, Adriana Edith Almirón, Danilo Ramón Aichino, Sergio E. Gómez, Lubomír Piálek y Oldrich Rícan.
Esta especie es reconocible por la siguiente combinación de caracteres: placa faríngea inferior robusta, con dientes molariformes, rama ascendente del premaxilar más larga que la rama dentígera; el borde posterior del preopérculo serrado, y un patrón de coloración compuesto por una franja suborbital bien desarrollada, además de la ausencia de puntos negros dispersos en los flancos. Los huesos faríngeos inferiores es una característica derivada entre las especies del género Crenicichla, aunque también ha aparecido varias veces en especies no relacionadas.
Sus dientes molariformes están adaptados a comer caracoles acuáticos.